# Prikaz smetnje vida u umjetnosti
Slabovidni ljudi bili su kroz povijesti u umjetnosti prikazivani različitim načinima i tehnikama. Oni se obično prikazuju kroz uvođenje motiva kao što su štapovi za hodanje ili psi vodiči kako bi se simbolizirala sljepoća koja je jedna od najčeščih prikazanih smetnji vida u umjetnosti. Ova je tema u znanosti obuhvaćena ograničenim istraživanjem.
Mnoge zapažene ličnosti iz povijesti likovnih umjetnosti, kao što su Leonardo da Vinci, Claude Monet i Georgia O'Keeffe su bili, ili se barem smatra da jesu bili, slabovidni.

## Zastupljenost po razdobljima

### Antika
Moche kultura drevnog Perua prikazivala je slijepe i slabovidne u svojoj umjetnosti keramici.
Godine 1768. škotski putnik i pisac James Bruce otkrio je grobnicu Ramzesa III, na čijim su zidovima bili prikazani likovi slijepih harfista. Njihov nedostatak vida bio je prikazan prorezima na mjestu gdje bi se inače nalazile oči.

### Srednji Vijek
Prikazi slijepih ili slabovidnih ljudi u umjetnosti srednjeg vijeka ih često prikazuju skupa s psima na uzici ili štapovima za hodanje. Neki primjeri uključuju:
- Čudo na Mont St Michelu u Luttrell Psalteru, koje se čuva u Britanskoj knjižnici.[4] Slika prikazuje bosonogog slijepca u dugoj blijedo žutoj tunici sa štapom za hodanje.[1]
- Iscjeljenje slijepog čovjeka u satima iz Maastrichta, čuvanog u Britanskoj knjižnici.[5] Slijepac nosi široku smeđu tuniku dok ga vodi bijeli pas.[1]
- Zlatar iz Arrasa, ilustracija u Miracles de Nostre Dame prikazuje slijepog dječaka s bijelim štapom za hodanje.[1]

### Renesansa
Prikazi slijepih i slabovidnih osoba u renesansnoj umjetnosti, slično srednjovjekovnoj, prikazivali su se kroz simbolične predmete. Neki primjeri uključuju:
- Slijepac pipa put od ispred s štapom u Piersu Plowmanu.[1]
- Hodočašće grobu sv. Ljudevita u Životu i Čuda sv. Ljudevita, prikazuje mladog slijepog dječaka sa štapom.[1]

Sljepoća se prikazivala i doslovnijim motivima, preko zatvorenih očiju ili u tekstu. Neki primjeri uključuju:
- Pieter Bruegel Stariji, flamanski renesansni slikar, napisao je parabolu o slijepcu koji vodi slijepca 1568.

- Rembrandt, nizozemski barokni slikar iz 17. stoljeća, često je prikazivao scene iz apokrifne Knjige o Tobiji, koja govori o slijepom patrijarhu kojeg je izliječi njegov sin, Tobija, uz pomoć arhanđela Rafaela.[6]
- Diego Velázquez, španjolski slikar iz 17. stoljeća, stvorio je lik slijepe žene i prikazao njenu slabovidnost portretirajući je zatvorenih očiju.

### Romantizam
Većina prikaza pronađenih u romantičkoj umjetnosti prikazuje portrete pojedinaca koji imaju poteškoće vida ili su slabovidni.
- Slijepog suca Sir Johna Fieldinga naslikao je Nathaniel Hone 1762. godine, s crnom trakom na očima.[7] To je bilo uobičajeno među slikama slijepih u 18. stoljeću.
- George Whitefield kojeg je naslikao John Wollaston 1742. godine uključuje prikaz njegova oštećenja vida s motivom škiljenja, kao posljedica prebolijevanja ospica u djetinjstvu.[7]
- John Everett Millais naslikao je Slijepu Dijevojku koja prikazuje dva prosjaka, od kojih je jedan slijepi glazbenik.

### Suvremena umjetnost
U suvremenoj umjetnosti korišteni su mnogi različiti likovni mediji za prikazivanje oštećenja vida u likovnim subjektima.
- Slijepi prosjak koji sjedi s mladićem prodaje 'ljubavne sonete' kako bi dobio novac, u bakropisu JT Smitha 1816.[8]
- Oliver Caswell i Laura Bridgman čitaju reljefna slova iz knjige. Litografija koju je napravio W Sharp 1844.[9]
- Posao - Škola za slijepe, Euston Road. Gravura nepoznatog umjetnika objavljena u Illustrated London News, 24. travnja 1858.[10]
- Portret Williama Moona, nepoznatog autora. Objavljen u Svjetlo za slijepe: Povijest nastanka i uspjeha Moonova sustava čitanja 1873.[10]
- Fotografija Ann Whiting koju je snimio nepoznati fotograf 1860-ih.[10]
- Ulje na platnu Henryja Fawcetta i Dame Millicent Garrett Fawcett koje je naslikao Ford Madox Brown 1872.[10] Trenutno se čuva u Nacionalnoj galeriji portreta u Londonu, Engleska.
- Slijepa djevojka koja čita, ulje na platnu koje je izradio Ejnar Nielson 1905.[10]

## Utjecaj na umjetnike

### Renesansa
Leonardo da Vinci bio je talijanski polihistor ponajviše poznat po svojim raznolikim talentima u području likovnih umjetnosti, uključujući njegove slike i crteže. Nakon proučavanja šest Da Vincijevih djela u tri različite umjetničke tehnike, istraživači su zaključili da su oči subjekata u svakom od njegovih djela okrenute prema van. Jedno od tih djela uključivalo je poznati prikaz Vitruvijevog čovjeka. Oči su bile prikazane pod kutom koji je u skladu s naizmjeničnom egzotropijom (okrenute prema van) koja često može promijeniti percepciju ljudi i predmeta tako da izgledaju dvodimenzionalno. Istraživači teoretiziraju da je to moglo pridonijeti Da Vincijevoj sposobnosti da uhvati i prikaže trodimenzionalni prostor na ravnom dvodimenzionalnom platnu.
Guercino je bio talijanski barokni slikar koji je razvio ezotropiju (stanje u kojem se oko okreće prema unutra). To je utjecalo na njegov rad te rezultiralo neobičnim crtama lica u njegovih likovnih subjekata.
Francis Bacon bio je engleski filozof koji se okušavao u stvaranju ilustracija za svoja djela. Ilustracije koje je izrađivao vrlo često prikazuju veoma iskrivljene slike koje prikazuju abnormalnosti na licima. Pretpostavlja se da je to u skladu s dismorfopsijom, stanjem mozga čiji simptomi utječu na percepciju objekata.
Rembrandt je bio značajan nizozemski slikar čiji naslikani autoportreti prikazuju kako je njegovo oko okrenuto prema van što bi uzrokovalo nedostatak percepcije dubine koji se naziva stereosljepilo. To je značilo da su detalji na njegovim slikama bili izrazito raznoliki i inkonzistentni.
Pablo Picasso bio je španjolski grafičar, slikar i suosnivač kubizma, modernog umjetničkog pokreta 20. stoljeća. Vjeruje se da je možda doživio strabizam, zbog čega njegov rad karakterizira nedostatak dubinske percepcije.

### Suvremena umjetnost
Edgar Degas bio je francuski impresionistički umjetnik poznat po svojim tehnikama u crtežu s pastelama i slika tehnike ulja na platnu. Godine 1870. počeo je primjećivati na sebi znakove slabljenja vida što je potvrđeno degeneracijom retine. Zamućenost njegovih kasnijih slika obično se pripisuje njegovom stanju.
Claude Monet bio je francuski slikar i začetnik umjetničkog pokreta impresionizma. Najpoznatiji je po svojoj seriji slika ulja na platnu zvanih Lopoči. Od 1912. do 1922. vid mu je slabio zbog katarakte. To je utjecalo na njegovu percepciju boja zbog čega mnoge njegove slike izgledaju blago mutno i žućkasto.
Pierre-Auguste Renoir bio je francuski impresionistički umjetnik. Navodno je bio kratkovidan.
Georgia O'Keeffe bila je američka umjetnica koja je 1964. iskusila simptome makularne degeneracije povezane sa starenjem. U radovima stvorenim za vrijeme svoje kasnije dobi, uposlila je pomoćnike koji bi joj pomagali u slikanju, ali je zasluge svojih radova zadržala za sebe.